# Richard Llewellyn
Pour les articles homonymes, voir Llewellyn.
Richard Llewellyn (nom de plume de Richard David Vivian Llewellyn Lloyd), né à Hendon le 8 décembre 1906 et décédé le 30 novembre 1983 à Dublin, était un romancier britannique, principalement connu pour son roman Qu'elle était verte ma vallée.

## Biographie
Vivian Lloyd naît de parents gallois à Hendon, dans la banlieue nord de Londres, en 1906. Toute sa vie il maintint qu'il était né à St. David, au pays de Galles, et que si on ne trouvait pas son acte de naissance là-bas c'était parce que ses parents ne s'étaient pas déplacés pour le faire établir, par défi contre la religion. Ce n'est qu'après sa mort que l'on découvrit qu'il avait menti sur ses origines et qu'on retrouva le véritable acte de naissance.
Il vécut une vie pleine de péripéties, voyageant beaucoup, mais montrant un attachement constant au pays de Galles, cadre de la plupart de ses romans. Le plus célèbre, Qu'elle était verte ma vallée (How Green Was My Valley) de 1939, lui donna une renommée internationale et fut adapté en film par John Ford. Il est l'un des grands classiques de la littérature britannique au XXe siècle.
Avant la Seconde Guerre mondiale, Llewellyn eut de nombreux métiers différents, à côté desquels il consacrait du temps à l'écriture. Pendant la Seconde Guerre mondiale, il devint Capitaine dans la Welsh Guard (garde galloise).
Après la guerre, il travailla comme journaliste pour le procès de Nuremberg, et écrivit des scénarios pour MGM. Plus tard, il s'installa à Eilat (Israël).
Llewellyn s'est marié deux fois: la première fois en 1952 avec Nona Sonstenby dont il divorça en 1968, une deuxième fois en 1974 avec Susan Heimann.

## Œuvre
Les personnages assumant de nouvelles identités sont un thème récurrent des romans de Llewellyn.

### Qu’elle était verte ma vallée
À travers les yeux de Huw, un fils de mineur, il immortalise dans ce roman la vie des communautés de mineurs du sud du pays De Galles, où Llewellyn passa quelque temps avec son grand-père. Mais la source principale d'inspiration de cette œuvre serait en fait les récits de membres d'une famille galloise installée à Londres, qu'il a recueillis.

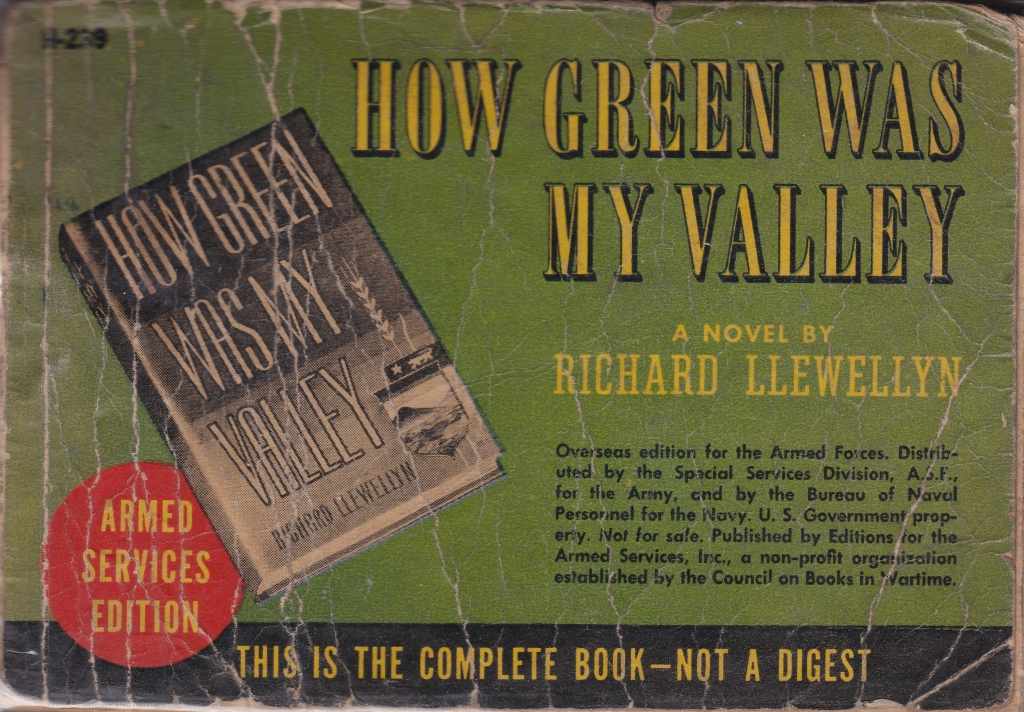
Qu'elle était verte ma vallée, roman de Richard Llewellyn

## Romans
- How Green Was My Valley (1939)
- None but the Lonely Heart (1943)
- A Few Flowers for Shiner (1950)
- A Flame for Doubting Thomas (1954)
- Chez Pavan (1959)
- Up into the Singing Mountain (1960)
- Down Where the Moon is Small (1966)
- Mr. Hamish Gleave (1973)
- Green, Green My Valley Now (1975